# Eleccions presidencials del Brasil de 2022
|  | Pel conjunt d'eleccions celebrades al Brasil l'octubre de 2022, vegeu l'article Eleccions generals del Brasil de 2022. |

Les eleccions presidencials del Brasil de 2022 van ser els comicis que tingueren lloc el 2 d'octubre de 2022, en primer torn, i el 30 d'octubre, en segon torn, per escollir el President de la República del Brasil.
Lula da Silva, que ja havia estat president en dues ocasions en la dècada del 2000, va batre per un estret marge al president sortint, Jair Bolsonaro.

## Antecedents
Després de les quatre victòries consecutives del Partit dels Treballadors en les presidencials (Lula da Silva al 2002 i 2006 i Dilma Rousseff al 2010 i 2014), l'etapa "petista" es va tancar amb el procés de destitució de Rousseff, qui va ser reemplaçada al capdavant de l'executiu per Michel Temer. Les eleccions de 2018 van suposar l'arribada al Palau del Planalto de Jair Bolsonaro (Partit Social Liberal), després de vèncer en el segon torn Fernando Haddad (PT), amb el 55,1% dels vots.

## Candidats
- Jair Messias Bolsonaro (PL): Capità de l'Exèrcit del Brasil en la reserva, va ser 2 anys regidor en la Cambra municipal de Rio de Janeiro i, durant 28 anys, Diputat Federal fluminense.[5] Es va presentar a la reelecció pel Partit Liberal, el seu desè canvi de colors en aquestes tres dècades. La legislatura 2019-2022 es va veure marcada pel negacionisme en la gestió de la pandèmia de COVID-19 –sent el segon país amb més decessos del món, amb més de 685 mils morts–,[6][7] per la pèrdua de competitivitat de l'economia nacional i la polèmica reforma de les pensions.[8][9] El constant ball de noms en el seu gabinet,[10] l'aplicació subjectiva de la llei d'informació classificada i l'ombra de la corrupció havien sigut altres punts negatius d'aquest període.[11][12] En el seu programa electoral, Bolsonaro va defensar la privatització de les grans empreses públiques brasileres, la facilitació de l'accés a armes de foc, el control sobre les matèries impartides en les escoles i l'aplicació d'una reforma tributària.[13] Candidat a la vicepresidència: Walter Braga Netto, ex Cap de la Casa civil i exministre de Defensa.[14]
- Luiz Inácio Lula da Silva (PT): L'expresident va estar implicat en diferents escàndols polítics, com el cas mensalão.[15] Posteriorment, va ser acusat de corrupció i blanqueig pel cas Lava-jato, i fou sentenciat a 12 anys de presó. Pres entre abril de 2018 i novembre de 2019,[16][17] va ser posat en llibertat i finalment exonerat dels càrrecs el 2021.[18] La campanya electoral de Lula s'ha basat en refer la imatge del partit i en erigir-se com l'única alternativa real contra Jair Bolsonaro.[19] Les principals propostes del polític de Pernambuco van ser la revisió de la reforma laboral de Temer, la lluita contra la fam que estava afectant a 33 milions de brasilers, la defensa del medi ambient contre les agressions de l'agroindústria i l'increment de la despesa pública.[20] Candidat a la vicepresidència: Geraldo Alckmin (PSB), exgovernador de São Paulo.[21]
- Simone Nassar Tebet (MDB): Era senadora per l'estat de Mato Grosso do Sul des de 2015, filla de l'expresident del Congrés Nacional del Brasil, Ramez Tebet i exprofessora universitària de dret.[22] La seva candidatura va ser un acord entre diversos partits de centre (MDB, PSDB-Cidadania i Podemos).[23] Va plantejar una reforma del sistema tributari, aplicant un impost sobre el valor afegit i eliminant els diversos tributs vigents actualment; revocar les taxes a les importacions aplicades pel govern Bolsonaro o reduir la mida de l'Estat a través de privatitzacions.[24] Candidata a la vicepresidència: Mara Gabrilli (PSDB), senadora per l'estat de São Paulo.[25]
- Ciro Ferreira Gomes (PDT): Històric del centreesquerra brasiler, va ser ministre, diputat federal i estatal, governador de Ceará i batlle de Fortaleza.[26] Era la quarta vegada que es presentava a les presidencials, aquest cop amb un projecte per invertir en educació i ciència; un increment de la tributació de les grans fortunes i la creació d'un programa de renda mínima.[27] Candidata a la vicepresidència: Ana Paula Matos, vicealcaldesa de Salvador.[28]
- Soraya Vieira Thronicke (União): Una altra senadora sulmatogrossense de l'òrbita del conservadorisme bolsonarista.[29] El seu programa electoral, però, s'allunyava d'aquest espectre i va proposar mesures en defensa del medi ambient i de la sostenibilitat, així com un increment pressupostari de la sanitat pública i la implantació de sistemes d'economia mixta en l'àmbit municipal.[30] Candidat a la vicepresidència: Marcos Cintra, exdiputat federal i exregidor de São Paulo.[31]
- Luiz Felipe Chaves D’Avila (Novo): Membre d'un llinatge de magnats i polítics paulistes que s'allargava fins al segle xvi,[32] va proposar una sèrie de mesures de liberalisme econòmic, la privatització parcial de la Sanitat pública, l'enfortiment de les forces armades i diverses millores en la gestió pública com digitalització o reducció de la burocràcia.[33] Candidat a la vicepresidència: Tiago Mitraud, diputat federal per Minas Gerais.[34]
- Altres: "Padre" Kelmon Luis da Silva Souza (PTB), Léo Péricles (UP), Sofia Manzano (PCB), Vera Lucia Pereira da Silva Salgado (PSTU) i José Maria Eymael (DC).[35]

## Campanya electoral
|  |
|  |

La campanya electoral es va dividir entre els partidaris del vot útil i d'aglutinar el major nombre de vots en els dos principals aspirants (Bolsonaro i Lula) i els defensors de la tercera via, contraris a aquests dos candidats i que promovien que noms com Gomes o Tebet tinguessin opcions d'arribar a un eventual segon torn.
Durant el mes i mig de campanya electoral, les enquestes van donar resultats bastant estables: Lula en primera posició, amb entre el 45% i el 50% d'intenció de vot i Bolsonaro en segona posició, aproximadament amb el 35% dels vots. La tercera posició va oscil·lar entre Ciro Gomes i Simone Tebet, sense que cap dels dos s'apropés mai al 10% de vot estimat.
Abans del primer torn, els candidats es van veure les cares en tres debats televisats: 28/08 a Band, 24/09 a SBT i 29/09 a TV Globo. En compliment de la llei electoral, no hi van ser convidats els representants d'UP, PCB, PSTU ni DC per no arribar al mínim d'escons al Congrés Nacional.

### Jair Bolsonaro
El president del Brasil, ja des de la precampanya, va dirigir critiques a l'ús d'urnes electròniques i sospites sobre un eventual frau electoral, emulant la dinàmica presa per Donald Trump el 2021. També va carregar contra el Suprem Tribunal Federal, que durant la legislatura va vetar diverses propostes de l'executiu.
En els mesos previs als comicis, es van donar casos de crims violents comesos per partidaris del cap del Partit Liberal. Marcelo Arruda, membre del PT a Foz do Iguaçu (Paranà), va ser assassinat a trets per un policia bolsonarista mentre celebrava la seva festa d'aniversari. A Salto do Jacuí, un municipi de Rio Grande do Sul, un productor agrícola va embestir el cotxe de la regidora petista Cleres Relevante i, durant la fugida, va causar un accident en el que va morir.
Molts esportistes han fet comentaris públics a favor de la reelecció del president. És el cas dels exblaugranes Neymar Jr, Ronaldinho i Rivaldo, així com els pilots de Fórmula 1 retirats Nelson Piquet i Emerson Fittipaldi.

### Lula da Silva
Després de la seva exoneració i la recuperació dels seus drets de representació, Lula va tornar a presentar-se per 6a vegada (va perdre tres eleccions als anys 80 i 90, més les dues que va guanyar a la dècada del 2000) al capdavant de la coalició Brasil da Esperança, formada pel PT, el Partit Comunista del Brasil i el Partit Verd. Una de les decisions més controvertides de l'exlíder sindicalista va ser la tria del candidat a la vicepresidència: Geraldo Alckmin, líder dels socialistes brasilers (PSB).
Entre els suports mediàtics rebuts, destaquen els d'Anitta, Caetano Veloso, Gilberto Gil, Juninho Pernambucano, Camila Pitanga o Luísa Sonza. També algunes personalitats estrangeres, com el cantant Bono o els actors Mark Hamill i Mark Ruffalo, van fer campanya per Lula.

## Primer torn

### Escrutini
Contràriament a les especulacions i enquestes propagades per la premsa, Jair Bolsonaro va estar liderant la votació durant bona part de la nit, fins que es va arribar al 70% de l'escrutini, moment en què va ser sobrepassat per Lula. Una cosa similar va succeir amb el tercer lloc, que Simone Tebet va acabar obtenint en detriment de Ciro Gomes. El resultat final va ser:
| Candidat         | Partit   | Nombre de vots | Percentatge |
| ---------------- | -------- | -------------- | ----------- |
| Lula da Silva    | PT       | 57.259.504     | 48,43 %     |
| Jair Bolsonaro   | PL       | 51.072.345     | 43,20 %     |
| Simone Tebet     | MDB      | 4.915.423      | 4,16 %      |
| Ciro Gomes       | PDT      | 3.599.287      | 3,04 %      |
| Soraya Thronicke | União    | 600.955        | 0,51 %      |
| Felipe d'Avila   | Novo     | 559.708        | 0,47 %      |
| Altres           | Altres   | 222.497        | 0,19 %      |
| Nuls             | Nuls     | 3.487.874      |             |
| En Blanc         | En Blanc | 1.964.779      |             |

#### Distribució del vot per candidat

Lula da Silva (PT).
Jair Bolsonaro (PL)
Simone Tebet (MDB)
Ciro Gomes (PDT)
Candidats amb menys d'un 1% de vots

### Anàlisi i reaccions
Els candidats del Partit dels Treballadors i del Partit Liberal varen disputar la segona ronda l'últim diumenge d'octubre. Com és costum, els aspirants que no van passar el tall es van pronunciar sobre a qui recolzarien o si preferien deixar llibertat a la militància. En el cas de Ciro Gomes i el PDT, van posicionar-se a favor de Lula da Silva; en canvi, l'MDB va declarar-se neutral, mentre la seva candidata, Simone Tebet, va anunciar el seu vot pel líder del PT pel «seu compromís amb la democràcia i la Constitució, fet que desconec de l'actual president». Per la seva part, Thronicke i União Brasil oferiran el seu suport a Bolsonaro, mentre que el Partido Novo de Luiz Felipe d'Avila va donar llibertat de vot als seus afiliats.
Una altra de les claus de cara a la votació definitiva del 30 d'octubre serà la mobilització de la ciutadania. El dia 2 es va obtenir la xifra més alta d'abstenció en el que portem de segle xxi (32,7 milions de persones, el 20,9 % del cens electoral), en un país on el vot és obligatori per totes les persones d'entre 18 i 70 anys.

## Segon torn

### Setmanes prèvies
Un cop es va saber l'alineament de les forces derrotades en la primera ronda de votacions, les campanyes d'ambdós candidats i dels seus seguidors va embrutar-se. El dia 12, després d'una visita de Lula da Silva al Complexo do Alemão en la que portava una gorra amb les sigles CPX, les xarxes es van omplir de fake news associant aquestes lletres al mot cupincha, que en l'argot local equivaldria a ser col·laborador del crim organitzat. El Tribunal Superior Electoral va decretar que els congressistes i periodistes que havien divulgat aquesta notícia devien esborrar aquells missatges.
Per l'altre costat, Bolsonaro va veure's atacat per la redifusió d'un vídeo de 2017 en el que se'l veu participant d'un ritu maçó. Més controvertit va ser l'episodi que el mateix president va explicar en una entrevista per un podcast, en la que explicava la seva experiència amb unes menors veneçolanes durant una visita no oficial a un suburbi de São Sebastião, al Districte Federal: «anava en moto i vaig veure unes noies, tres o quatre, boniques, d'uns 14 o 15 anys, molt arreglades, un dissabte, en una favela. Llavors, pintou um clima, em vaig girar: "Puc entrar a casa teva?", vaig entrar». L'expressió pintou um clima habitualment s'empra per referir-se a un enteniment, un flirteig, inclús tensió sexual. Bolsonaro i la seva dona Michelle van sortir al pas dient que és una frase que feia servir sovint, sense cap connotació de caràcter sexual. Independentment de si va haver cap mena de relació pedòfila entre el president i les menors, l'opinió pública va criticar la frivolitat amb la que va pressuposar que unes nenes immigrants es dedicaven a la prostitució i que, un cop va entrar a la casa, no activés els serveis socials per protegir-les.
Els contrincants van veure's les cares en dos debats televisius: el dia 16 d'octubre, retransmès per Rede Bandeirantes i el dia 28, per la TV Globo.

### Votació
El diumenge 30 d'octubre, van difondre's moltes notícies sobre presumptes irregularitats comeses per autoritats municipals pro-Bolsonaro, que haurien limitat la freqüència de pas del transport públic o, inclús, l'haurien cancel·lat per complet. També es van compartir vídeos de ciutadans nordestins recriminant al Ministri de Justícia i a la Policia Rodoviária Federal (l'encarregada del control de carreteres) per haver organitzat excessius controls de trànsit amb la intenció de dificultar l'arribada d'autocars amb votants que viuen fora de les localitats on estan censats. Per aquest motiu, el Partit dels Treballadors, van demanar al TSE l'allargament extraordinari de l'horari de votació, mesura que fou desestimada.
L'escrutini va seguir aproximadament la línia de la primera volta. Bolsonaro liderava el marcador des de l'inici de l'escrutini, però amb un marge més estret que a principis d'octubre (només 4 punts d'avantatge amb un 10% del recompte). Mica a mica, Lula retallava distàncies, fins que el va sobrepassar quan l'escrutini arribava al 67.7%.
La tendència va continuar, amb el petista assegurant-se matemàticament l'elecció en arribar al 98,81 % de l'escrutini. Lula va convertir-se en el president electe amb el menor marge percentual de vots de la història del país. Jair Bolsonaro, en canvi, va ser el primer cap de govern brasiler de la Sisena República en fracassar en el seu intent de reelecció.
| Candidat                  | Partit   | Nombre de vots | Percentatge | Mapa de vot |
| ------------------------- | -------- | -------------- | ----------- | ----------- |
| Luiz Inácio Lula da Silva | PT       | 60.345.999     | 50,90 %     |             |
|                           |          | 60.345.999     | 50,90 %     |             |
| Jair Messias Bolsonaro    | PL       | 58.206.354     | 49,10 %     |             |
|                           |          | 58.206.354     | 49,10 %     |             |
| Nuls                      | Nuls     | 3.930.765      |             |             |
| En Blanc                  | En Blanc | 1.769.678      |             |             |

L'abstenció, si bé es va reduir en 570 mil persones (baixant del 20,9 al 20,6 %), va tornar a ser definitiva. No obstant, des de la reimplantació de la democràcia, l'any 1985, l'abstenció mai havia baixat del primer al segon torn.

### Reaccions
En compareixença pública, el president electe Lula da Silva va declarar que era el moment de «restablir la pau entre els divergents (...), no existeixen dos Brasils» i va remarcar que els seus principals objectius eren el combat contra la fam i la misèria, facilitar l'accés a l'habitatge, acabar amb la desforestació de l'Amazònia i recuperar la credibilitat del país en l'esfera internacional. En acabar el seu discurs, es va dirigir a l'Avinguda Paulista (São Paulo) per celebrar-ho amb els militants del PT. Davant dels seus, va manifestar que havien «derrotat l'autoritarisme i el fascisme» i va tornar a insistir que la seva intenció era governar sobre els 215 milions de brasilers.
Poc després d'oficialitzar-se el resultat, confirmat pel president de la Cambra de Diputats del Brasil, Arthur Lira, una munió de caps d'estat i de govern van felicitar Lula da Silva mitjançant les xarxes socials. És el cas de Mario Abdo Benítez (PAR), Joe Biden (EUA), Gabriel Boric (XIL), António Costa (POR), Miguel Díaz-Canel (CUB), Alberto Fernández (ARG), Luis Lacalle Pou (URU), Guillermo Lasso (EQU), Andrés M. López Obrador (MEX), Emmanuel Macron (FRA), Gustavo Petro (COL), Marcelo Rebelo de Sousa (POR), Pedro Sánchez (ESP) i Justin Trudeau (CAN). També ho van fer polítics brasilers, com Marina Silva, Simone Tebet, Ciro Gomes, Fernando Henrique Cardoso, Guilherme Boulos o Ibaneis Rocha. Bolsonaro no va fer cap mena de declaració pública i ni tan sols va trucar el seu oponent per felicitar-lo.
En la tarda de l'1 de novembre, el president sortint va convocar la premsa al Palau de l'Alvorada, la residència oficial del cap de govern brasiler. En una breu declaració, sense acceptar preguntes dels mitjans, el candidat del PL va dir que entenia el sentiment d'injustícia dels seus votants per tot el procés electoral i que li semblava bé que volguessin manifestar-se, sempre que fos pacíficament. Per acabar, va assegurar que compliria amb la Constitució. En cap moment va mencionar explícitament el resultat dels comicis ni al seu adversari. Tot seguit, el cap de la Casa Civil, Ciro Nogueira, va confirmar que en un parell de dies s'iniciarien les trobades amb el futur equip de govern (encapçalat pel vicepresident electe, Geraldo Alckmin) per coordinar-ne la transició.

## Protestes
Hores després d'anunciar-se la victòria de Lula da Silva, diversos col·lectius bolsonaristes van organitzar-se per protestar pels resultats. Entre el 31 d'octubre i el 3 de novembre, va haver-hi gran nombre de carreteres tallades, col·lapsant el transport privat, col·lectiu i de mercaderies. També es van organitzar acampades davant diversos quarters de l'Exèrcit brasiler. Segons els manifestants, la victòria del Partit dels Treballadors va ser fraudulenta i reclamaven una intervenció militar que anul·lés el resultat dels comicis i retornés Bolsonaro al capdavant del govern. El principal punts de reunió va ser davant el Quarter General de l'Exèrcit, a Brasília, on van arribar a haver-hi prop de 10.000 persones. El nou govern va desallotjar-los el 3 de gener, mantenint-se només uns 200 campistes.
A banda d'aquestes manifestacions pacífiques, es van produir dos atacs violents en el mes de desembre. El dia 12, data en què Lula da Silva i Geraldo Alckmin (vicepresident electe) rebien el seu diploma com a vencedors de les eleccions, grups de bolsonaristes van produir aldarulls a Brasília, com l'atac a una caserna de la Policia Federal i la crema de cotxes i autobusos. El dia 24, la policia militar va interceptar un camió carregat amb explosius i que pretenia atemptar contra l'aeroport de Brasília. George W. Oliveira Sousa va ser detingut i va declarar que havia planificat l'atac com a protesta pel resultat de les eleccions, que considerava fraudulents. En l'apartament que havia llogat a la capital, es van trobar gran quantitat d'armes i munició.

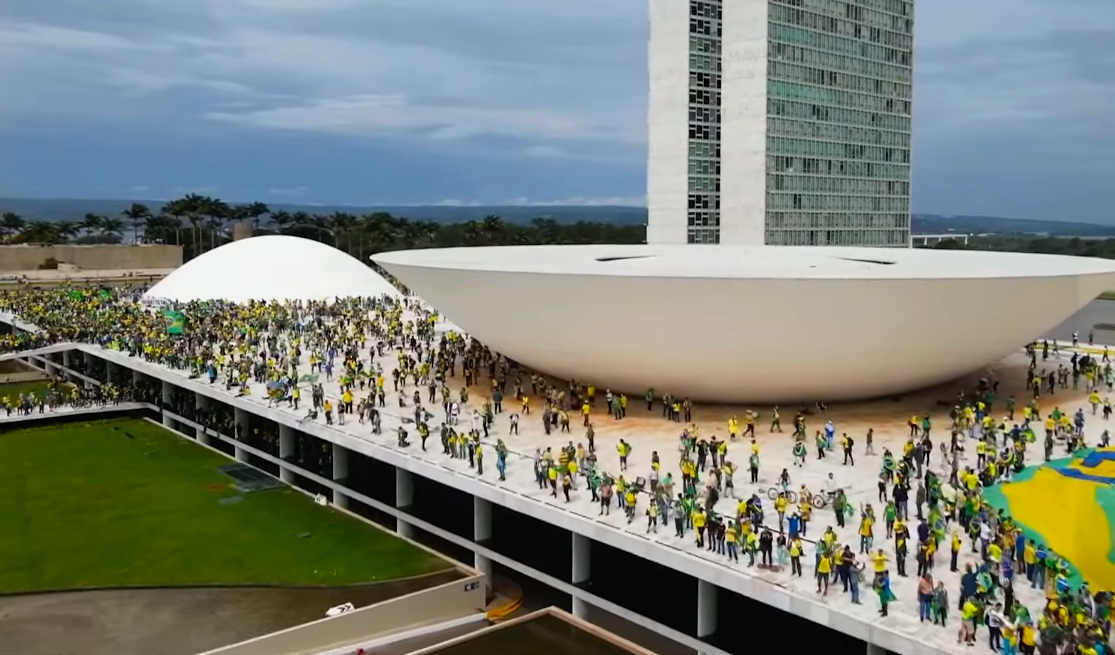
Assaltants a l'edifici del Congrés Nacional.

Les protestes van tenir el seu punt àlgid el dia 8 de gener de 2023, quan uns 4.000 manifestants bolsonaristes van marxar cap a la Plaça dels Tres Poders de Brasília, van superar l'escàs cordó policial i van poder accedir als tres edificis: el Palau del Planalto on es reuneix el gabinet ministerial, el Palau Nereu Ramos que acull el Congrés Nacional del Brasil (edifici bicameral on es troben el Senat i la Cambra de Diputats) i el palau del Suprem Tribunal Federal. Després d'hores d'incertesa, la intervenció policial va desallotjar els terroristes, que havien causat desperfectes en les tres seus. Lula da Silva, ja en el càrrec, va anunciar que havia decretat la intervenció governamental de tots els organismes de seguretat del Districte Federal fins al 31 de gener. El president, en la seva declaració, va considerar que Bolsonaro era també responsable de l'acció terrorista, va assegurar que posarien en mans de la justícia tots els assaltants i que s'investigaria el finançament del moviment colpista. Per la seva part, l'expresident —que es trobava a Florida— va rebutjar tals acusacions.

## Votacions a Barcelona
Els brasilers residents a l'estat espanyol tenien a la seva disposició dos col·legis electorals, un a Madrid i l'altre a Barcelona. Els residents a Catalunya, País Valencià, Illes Balears, Aragó, Múrcia, Navarra, La Rioja i País Basc, així com els d'Andorra (tots ells sota la jurisdicció del Consolat General del Brasil a Barcelona), van poder votar en un local habilitat a la Fira de Barcelona.
El resultat del primer torn va ser el següent:
| Candidat         | Partit   | Nombre de vots | Percentatge |
| ---------------- | -------- | -------------- | ----------- |
| Lula             | PT       | 3.070          | 70,20 %     |
| Jair Bolsonaro   | PL       | 901            | 20,60 %     |
| Simone Tebet     | MDB      | 141            | 3,22 %      |
| Ciro Gomes       | PDT      | 184            | 4,21 %      |
| Soraya Thronicke | União    | 7              | 0,16 %      |
| Felipe d'Avila   | Novo     | 50             | 1,14 %      |
| Altres           | Altres   | 20             | 0,47 %      |
| Nuls             | Nuls     | 55             |             |
| En Blanc         | En Blanc | 72             |             |

En el segon torn, el nivell de participació va ser similar (una caiguda per sota de l'1%). Els percentatges obtinguts pels dos candidats van ser similars als de la primera ronda, però en aquesta ocasió va veure's un increment en el nombre de vots nuls: 

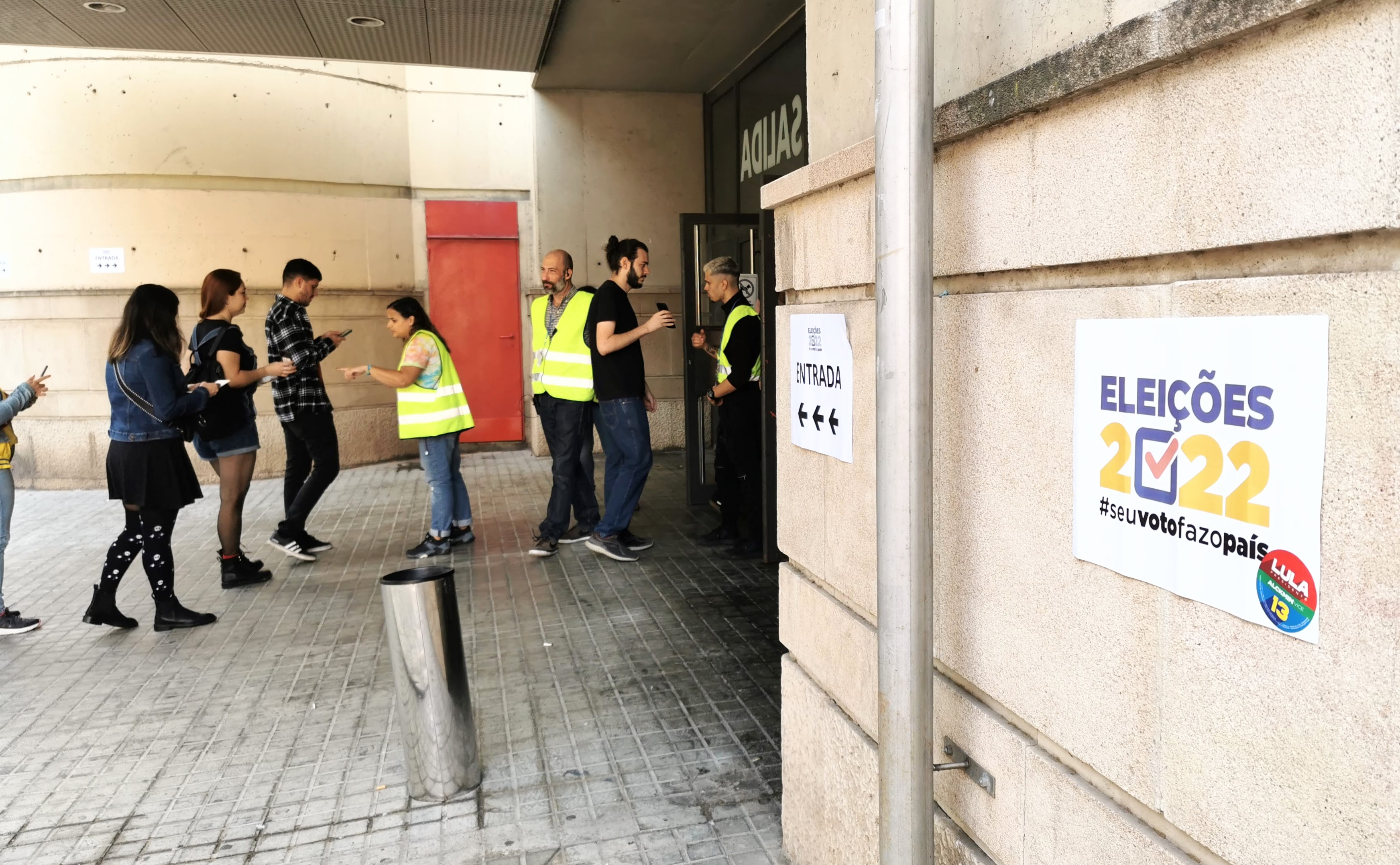
Entrada al local de votacions del 2n torn.

| Candidat       | Partit   | Nombre de vots | Percentatge |
| -------------- | -------- | -------------- | ----------- |
| Lula           | PT       | 3.246          | 75,51 %     |
| Jair Bolsonaro | PL       | 1.053          | 24,49 %     |
| Nuls           | Nuls     | 91             |             |
| En Blanc       | En Blanc | 75             |             |